# Накба
Накба (араб. النكبة‎ [an-Nakbah] «потрясение, катастрофа, катаклизм»), также Исход палестинцев 1948 (араб. الهجرة الفلسطينية‎ [al-Hijra al-Filasṭīnīya]) — понятие, используемое рядом арабских и левых источников применительно к исходу около 725 тысяч палестинских арабов вследствие Арабо-израильской войны и Шестидневной войны.
Термин «Накба», в этом значении, впервые был применён сирийским историком Константином Зурейком в его книге «Ма’на аль-Накба» (Значение Катастрофы), изданной в 1948 году.

## История
К началу Накбы Палестина находилась под британским контролем согласно мандату, который истёк 15 мая 1948 года. 29 ноября 1947 года было принято решение ООН о разделе британской Палестины на еврейскую и арабскую часть с последующим созданием соответствующих государств. Первые арабские беженцы начали покидать свои земли ещё в декабре 1947 года. 28 декабря 1947 года еврейские боевики из Хаганы и Лехи атаковали арабскую деревню Лифта на северо-западной окраине Иерусалима, расстреляв автобус с арабами.
6 января 1948 года члены Хаганы совершили Теракт в отеле «Семирамис» (Иерусалим), в ходе которого десятки арабов были убиты. К февралю 1948 года число арабских беженцев достигло 20 тыс. 15 февраля 1948 года еврейские боевики из Хаганы атаковали арабское население Кейсарии и Атлита. Расправа еврейских боевиков из Иргуна над жителями арабской деревни Дейр-Ясир, жертвами которой стали 100-110 человек, усилили поток беженцев. 18 апреля 6 тысяч арабов вынуждено покинули Тверию, уступив евреям первый значительный город. 22 апреля еврейские отряды атаковали Хайфу, в которой на начало конфликта проживало 70 тыс. арабов. К июлю 1948 года арабское население Хайфы частично бежало в район Бейрута и Наблуса. 10 мая пал Цфат, в котором проживало около 12 тыс. арабов. 13 мая начался массовый исход арабов из Яффы, которая перешла под контроль еврейских отрядов. Эвакуация 50-тысячного арабского населения из Яффы производилась британскими властями. К началу арабо-израильской войны уже 200 тыс. палестинцев стали беженцами.
Последующие боевые действия привели к тому, что 10 марта 1949 года евреи взяли Умм-Рашраш (совр. Эйлат), обеспечив себе выход к Красному морю.

## День Накбы
Ежегодно 15 мая палестинские арабы отмечают День Накбы. В этот день в определённое время палестинцы соблюдают минуту молчания в память о прошедших событиях, в этот же день организовываются марши и демонстрации. Символом Накбы являются Ключи, которые для палестинских беженцев символизируют право на возвращение в свои дома и деревни, находящиеся на терроритории современного Израиля. По палестинским данным после 1948 года 418 палестинских деревень были разрушены.

## Отношение к использованию термина «Накба» и к исходу арабов из Палестины в Израиле
Немецкий историк и одна из ведущих исследователей политики памяти Алейда Ассман считает, что история изгнания палестинцев и разрушения их домов израильтянами сделалась непригодной вместе с созданием государства Израиль, так как не вписывалась в нарратив нового государства о триумфе создания израильского государства, который не должен был быть умалён страданиями арабов. Это было также связано с тем, что новая израильская нация сама ощущала себя в качестве жертвы. Если для евреев история Холокоста завершилась, то для арабов история Накбы определяет сегодняшний день. По мнению Ассман, если палестинцы не повинны в судьбе евреев, то израильская армия несёт ответственность за Накбу и её последствия. Ассман отмечает усилия общественной организации «Зохрот» по сохранению памяти о Накбе. Алон Конфино считал, что вместо того чтобы интегрировать трагедию палестинцев в собственную память, израильтяне заняты вытеснением Накбы из своей памяти. Конфино отмечает, что, однако, несмотря на усилия, израильской нации не получается забыть Накбу.
«Новый историк» Илан Паппе, считает, что термин Накба был применён, «по понятным причинам, как попытка противопоставить моральному весу еврейского Холокоста „(Шоа)“». Паппе также пишет, что термин Накба имеет ускользающий смысл, поскольку не определяет, кто или что вызвало «катастрофу», и «он в определённом смысле мог содействовать продолжающемуся отрицанию миром этнической чистки в Палестине в 1948 году и в последующее время».
Израильские источники считают неприемлемым применение слова «Накба» относительно Катастрофы европейского еврейства, а требования, предъявляемые арабами в ходе отмечания этого дня, «продуктом реваншизма» и попытки «ревизии итогов Второй мировой войны». Израильский политолог профессор Шломо Авинери считает, что само сравнение Накбы и катастрофы европейского еврейства «свидетельствует о серьёзной нравственной слепоте. То, что произошло с палестинцами в 1947—1948 годах, было результатом войны, в которой они потерпели поражение», и что оно «игнорирует тот факт, что именно политические решения арабского руководства привели к трагедии палестинского населения. […] Но до сегодняшнего дня никто из арабских авторов не готов со всей интеллектуальной прямотой обсуждать хорошо известный исторический факт: решение выступить против постановления ООН о разделе страны было политической и нравственной ошибкой арабского мира».
Деятельность израильской общественной организации Зохрот, декларирующей в качестве своей цели распространение в израильском обществе информации о Накбе, а также других подобных левых организаций, встречает неоднозначную реакцию в израильском обществе.
В августе 2013 года общественная организация «Юридический форум» выступила против финансирования выставки «Накбы» такими государственными и муниципальными организациями как мэрия Тель-Авива, Центральный сионистский архив, Хайфский архив и другие